# Bíldudalur

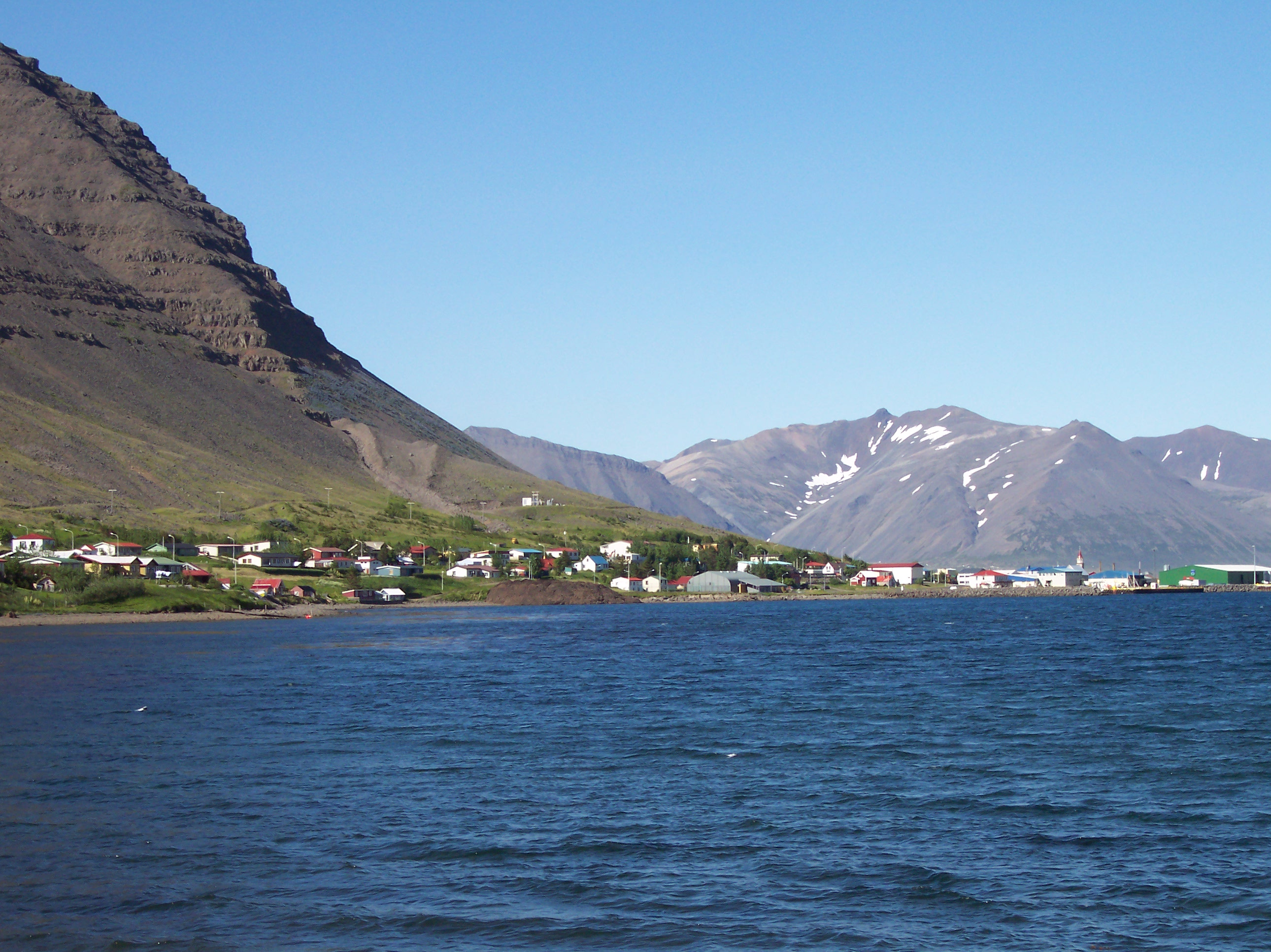
Ansicht von Süden

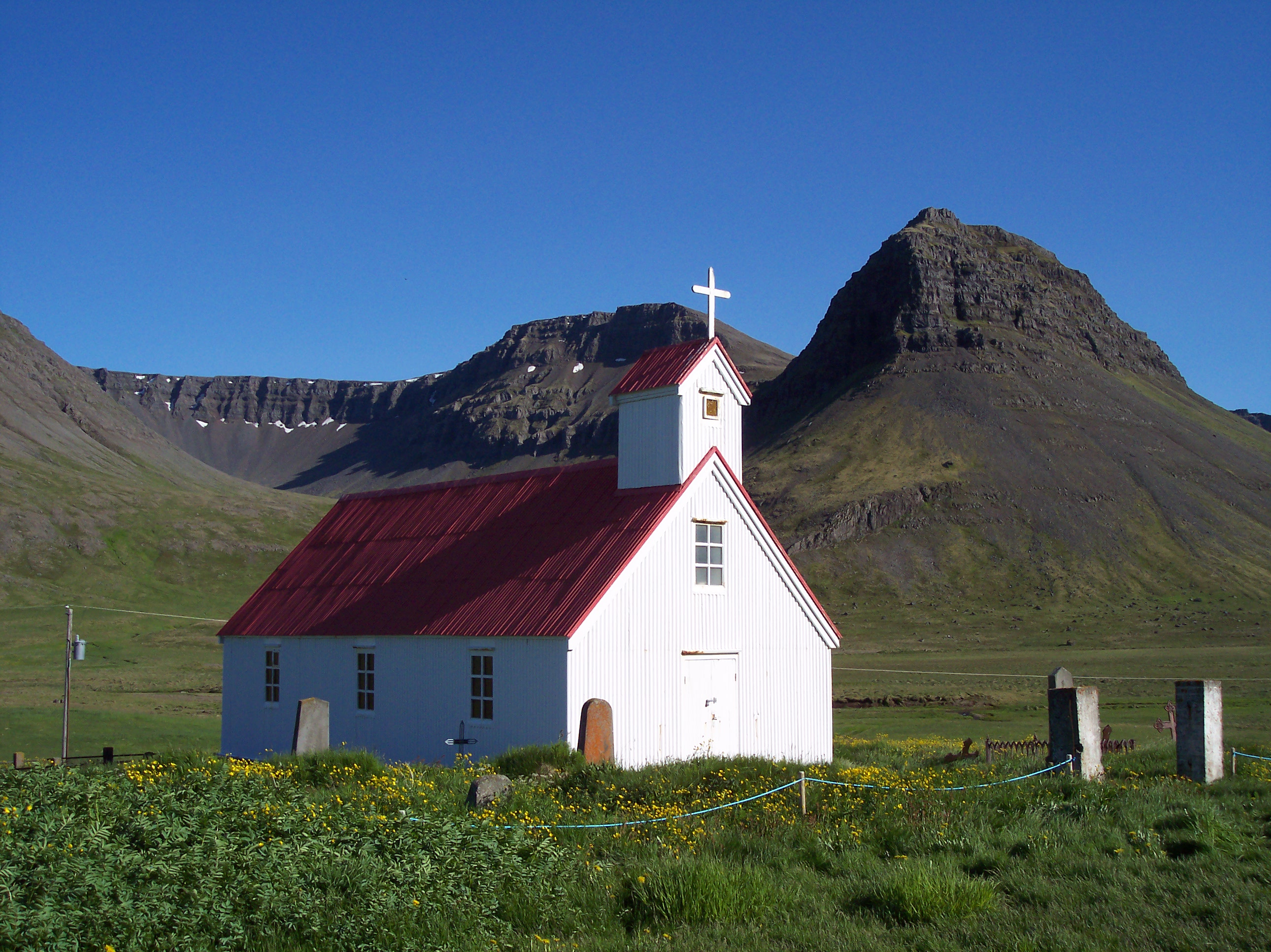
Selárdalskirkja

Bíldudalur ist ein kleiner Fischerort in den Westfjorden von Island.
Er liegt in der Gemeinde Vesturbyggð.

## Geografie
Bíldudalur liegt in der Bucht Bíldudalsvogur am Arnarfjörður.

## Verkehrsanbindung
Vom Vestfjarðavegur , der den Breiðafjörður und die Fähranlegestelle Brjánslækur mit dem Norden der Westfjorde verbindet, zweigt auf der Passhöhe Helluskarð der Bíldudalsvegur  hinunter nach Bíldudalur ab. Es handelt sich jedoch nicht um eine Stichstraße, sondern sie führt von Bíldudalur weiter nach Tálknafjörður und Patreksfjörður, von wo der Barðastrandarvegur  über die Kleifaheiði wieder zurück nach Brjánslækur geht. Außerdem führt von Bíldudalur aus der Ketildalavegur  Richtung Nordwesten nach Selárdalur. Etwa acht Kilometer entfernt liegt der Flugplatz Bíldudalur.

## Geschichte
Der Ort bildete sich nach und nach um eine Handelsstation der Dänen herum, die nach Einführung des Monopolhandels zu Beginn des 17. Jahrhunderts hier aufgebaut wurde. Das zugeteilte Gebiet des Bíldudalur Händlers erstreckte sich nach Norden bis zur Südküste des Arnarfjörður und nach Osten sogar bis zum Þórskafjörður, dem Seitenfjord des nordöstlichen Breiðafjörður.
Im 19. Jahrhundert blühte der Ort auf Grund kaufmännischer Initiative und der Fischerei auf. Ólafur Thorlacius (1761–1815) kaufte sich in Bíldudalur nach dem Ende des dänischen Handelsmonopols ein. Er war einer der einflussreichsten Kaufleute in Island zu Beginn des 19. Jahrhunderts, kaufte und verkaufte Fisch und Handelsgüter und unterhielt eine eigene kleine Fischereiflotte. Einer seiner Nachfolger, Pétur J. Thorsteinnsson (1854–1924) setzte dies erfolgreich fort.
Noch heute lebt der abgelegene Ort vor allem vom Fischfang und man ist spezialisiert auf Fang und Verarbeitung von Krabben. Der Hafen wurde Ende der 1960er Jahre noch verbessert und gilt als günstig gelegen.
Die Ortskirche wurde 1906 von Otradal dorthin transportiert. Darin befinden sich einige Kirchenschätze aus dem 17. und 18. Jahrhundert.
Die Gemeinde Bíldudalur (Bíldudalshreppur) ging zusammen mit anderen Gemeinden am 11. Juni 1994 in der Gemeinde Vesturbyggð  auf.

## Touristische Anziehungspunkte
Im Ort selbst gibt es ein Museum zur isländischen Popmusik (Mélodíur minninganna). Die evangelische Kirche Bíldudalskirkja wurde 1905–1906 erbaut und am 2. Dezember 1906 eingeweiht. Sie ist wegen zweier Retabeln über dem Altar bekannt: Das Gemälde, das 1916 von dem isländischen Maler Þórar B. Þorláksson gestaltet wurde, zeigt Christus und Maria am Grab, und das Gemälde von 1737, das ursprünglich in der Otradalskirkja hing, stellt das Letzte Abendmahl dar. Auf der Kanzel von 1699, die ursprünglich in einer anderen Kirche stand, sind Christus und die Apostel abgebildet.
Gegenüber vom Ort befindet sich der literaturgeschichtlich bedeutende Fjord Geirþjófsfjörður.
Im Selárdalur findet man die kürzlich renovierten Kunstwerke von Samúel Jónsson, der z. B. den Löwenbrunnen der Alhambra in naivem Stil nachgestaltet hat. Der Hof Selárdalur liegt rund 20 km nordwestlich von Bíldudalur. Seine Kirche Selárdalskirkja wurde bereits im 13. Jahrhundert erwähnt, und der heutige Bau wurde 1861 aus Holz errichtet. Die Kirche beherbergt verschiedene Kunstwerke, wie unter anderem einen Kelch von 1765 und ein Altargemälde aus Dänemark von 1752, welches das Letzte Abendmahl darstellt. Auf der Kanzel ist Moses mit den Propheten abgebildet. Vor der Kirche steht der Stein "Mjaltakonusteinn", ein fast eckiger Stein, in den drei runde Vertiefungen gehauen sind. Verschiedentlich wurde angenommen, der Stein sei in heidnischer Zeit für Opferhandlungen benutzt worden.

## Einwohnerentwicklung
Der Ort war in letzter Zeit stark von Landflucht betroffen. Am 1. Januar 2023 hatte er 278 Einwohner. Im Jahre 1989 hatte Bíldudalur noch 397 Einwohner.
Weitere Einwohnerzahlen:
- 1997: 279
- 2000: 261
- 2005: 218

## Persönlichkeiten
- Ágúst H. Bjarnason (1875–1952), Philosoph und Psychologe